# Blang Merang
Blang Merang is een bestuurslaag in het regentschap Alor van de provincie Oost-Nusa Tenggara, Indonesië. Blang Merang telt 1611 inwoners (volkstelling 2010).